# Sybra quadrimaculata
Sybra quadrimaculata là một loài bọ cánh cứng trong họ Cerambycidae.